# 調使王
調使王（つきおう／つきのつかいおう、生没年不詳）は、奈良時代の皇族。官位は従五位上・諸陵頭。

## 経歴
天平神護3年（767年）称徳天皇が諸王のうちで働きを誉めるべき者や天皇自身が憐れに思う者に対して叙位を行った際、調使王は无位から従五位下に叙爵された。
桓武朝初頭の天応元年（781年）従五位上に叙せられると、天応2年（782年）内蔵頭次いで少納言に任ぜられるが、翌延暦2年（783年）越中守として地方官に転じる。延暦8年（789年）右大舎人頭に遷ると、延暦9年（790年）左大舎人頭、延暦10年（791年）諸陵頭と桓武朝半ばは京官を歴任した。

## 官歴
『続日本紀』による。
- 天平神護3年（767年） 正月18日：従五位下（直叙）
- 天応元年（781年） 11月15日：従五位上
- 天応2年（782年） 2月7日：内蔵頭。5月14日：少納言
- 延暦2年（783年） 2月25日：越中守
- 延暦8年（789年） 5月28日：右大舎人頭
- 延暦9年（790年） 7月24日：左大舎人頭
- 延暦10年（791年） 3月21日：諸陵頭